# Felipe Baloy
Felipe Baloy (* 24. Februar 1981 in Panama-Stadt) ist ein ehemaliger panamaischer Fußballspieler.

## Karriere

### Verein
Zu Beginn seiner Laufbahn spielte Baloy für jeweils eine Saison bei seinen Heimatvereinen AFC Eurokickers und Sporting San Miguelito. Anschließend zog er nach Kolumbien, wo er zunächst für den Envigado FC und anschließend für Independiente Medellín tätig war. Danach stand er bei Grêmio Porto Alegre und Athletico Paranaense in Brasilien unter Vertrag. Mit den Rubro-Negros gewann er 2005 die Staatsmeisterschaft von Paraná.
Während seine vorherigen Stationen jeweils nur von kurzer Dauer waren, so bedeutete sein Wechsel nach Mexiko im Sommer 2005 eine längerfristige Vereinsbindung; zunächst an den CF Monterrey und anschließend an Santos Laguna, mit denen er je einmal die mexikanische Fußballmeisterschaft gewann. Interessant ist in diesem Zusammenhang, dass er nach seinem Wechsel zu Santos Laguna zu Beginn des Jahres 2010 mit seinem neuen Verein zweimal die Finalspiele um die CONCACAF Champions League erreichte, die in beiden Fällen gegen seinen vorherigen Verein CF Monterrey bestritten wurden. Das Finale 2011/12 wurde aus Sicht von Santos Laguna mit 0:2 und 2:1 verloren. Das Finalhinspiel 2012/13 endete im heimischen Estadio TSM Corona torlos, so dass Monterrey durch den Heimvorteil im Rückspiel erneut im Vorteil war. Santos Laguna führte zur Pause jedoch 1:0 und Baloy sorgte durch seinen Treffer in der 50. Minute für die zwischenzeitliche 2:0-Führung der Gäste. Doch am Ende setzte Monterrey sich mit 4:2 durch und verwies Santos Laguna erneut auf den zweiten Platz.
Seit seinem Wechsel zu Monarcas Morelia Anfang 2014 vollzieht Baloy wieder häufigere Vereinswechsel. In der Saison 2015/16 spielte er bei Atlas Guadalajara und zuletzt wieder in Kolumbien bei Rionegro Águilas, wo er im November 2016 seinen Abschied bekanntgab.

### Nationalmannschaft
Felipe Baloy war 2001 bis 2018 panamaischer Nationalspieler und ehemaliger Mannschaftskapitän. Bisher bestritt er für sein Land 90 Einsätze. Größter Erfolg war das Erreichen des Endspiels um den CONCACAF Gold Cup 2005, das nach einer torlosen Begegnung erst im Elfmeterschießen mit 1:3 gegen den Gastgeber Vereinigte Staaten verloren wurde. Baloy war im Endspiel der einzige panamaische Spieler, der seinen Elfmeter verwandeln konnte.
Während der Fußball-Weltmeisterschaft 2018 in Russland erzielte Baloy bei der 1:6-Niederlage gegen England den ersten Treffer für Panama bei einer WM-Endrunde.

## Erfolge
- Mexikanischer Meister: Apertura 2009, Clausura 2012
- Staatsmeisterschaft von Paraná: 2005